# Аиша бинт Абу Бакр
А́иша бинт Абу́ Ба́кр (араб. عائشة بنت أَبي بكر‎; 603/604/614, Мекка, совр. Саудовская Аравия — 13 июля 678, Медина, Омейядский халифат) — третья, самая младшая жена исламского пророка Мухаммеда, дочь праведного халифа Абу Бакра и Умм Руман, «мать верующих». Аиша среди мусульман считается одной из семи величайших учёных ислама своего времени. При жизни Аишу называли «Правдивая».
Аиша сыграла важную роль в ранней исламской истории, как при жизни Мухаммеда, так и после его смерти. В суннитской традиции Аиша изображается образованной и любознательной. Она способствовала распространению учения Мухаммеда и служила мусульманскому сообществу в течение 44 лет после его смерти. Также она известна тем, что передала 2210 хадисов не только по вопросам, связанным с личной жизнью Мухаммеда, но и по таким темам, как наследование, паломничество и эсхатология.
Её отец, Абу Бакр, стал первым халифом, сменившим Мухаммеда, а через два года его сменил Умар. Во времена третьего халифа Усмана Аиша играла ведущую роль в оппозиции против него, хотя она не была согласна ни с теми, кто виновен в его убийстве, ни с партией Али. Во время правления Али она хотела отомстить за смерть Усмана, что она попыталась сделать в битве на верблюде. Она участвовала в битве, произнося речи и ведя войско на спине своего верблюда. В итоге она проиграла битву, но её участие и решимость оставили неизгладимое впечатление. Из-за её участия в этой битве мусульмане-шииты в целом негативно относятся к Аише.
После этого она спокойно жила в Медине более двадцати лет, не принимала участия в политике, примирилась с Али и не выступала против халифа Муавии.
Различные сборники хадисов указывают на то, что пророк Мухаммед женился на Аише, когда ей было 6—7 лет. Некоторые традиционные источники[какие?] хадисов утверждают, что Аиша была обручена с Мухаммедом в возрасте 16 или 17 лет; другие источники[какие?] говорят, что ей было 9 лет, когда у неё была небольшая церемония бракосочетания; некоторые источники указывают дату в её подростковом возрасте. Большинство мусульманских учёных придерживаются мнения, что на момент вступления в интимную близость Аише было девять лет.
Также имеются данные некоторых исторических хроник, согласно которым ей было пятнадцать или даже семнадцать лет. В мусульманских источниках и исследованиях фигурирует различный возраст Аиши. В то же время, у Ибн Хишама и некоторых других историков имеется информация о том, что Аиша была в числе первых принявших ислам людей, а это означает, что в момент брака ей было 15 лет. Кроме того, некоторые историки и исследователи приводят данные о том, что до Мухаммеда к ней посватался Джубейр ибн Мутим, и она была старше 17 лет. Также, многие исторические хроники дают информацию о сестре Аиши Асме, которая умерла в возрасте 100 лет в 73 году хиджры. Это означает, что во время хиджры (переселения Мухаммада из Мекки в Медину) ей было 27 лет. В то же время известно, что Аиша была младше её на 10 лет. А это, в свою очередь, означает, что к моменту её брака с Мухаммадом ей было 17 лет.
Дата и возраст её вступления в брак, а также более позднее сведение с Мухаммедом в Медине являются источником разногласий и дискуссий среди учёных.

## Детство
Аиша родилась и выросла в мусульманской семье, которую Мухаммед часто посещал, так как дружил с её отцом Абу Бакром. Абу Бакр во дворе своего дома построил небольшую мечеть, в которой молилась вся его семья. Несмотря на свой юный возраст, Аиша старательно запоминала все основы ислама, так как с рождения была наделена большим чувством ответственности и с раннего детства задавала умные вопросы. Она была наделена хорошей памятью, была не по годам развита духовно и физически, а её замечания об окружающих людях, событиях и явлениях поражали окружающих.
Мусульманские источники описывают Аишу как красивую, умную, одарённую, воспитанную, скромную и благочестивую девушку.

## Помолвка
Согласно исламской традиции, Аиша была предначертана Мухаммеду Аллахом. Так, после женитьбы Мухаммеда на Сауде, он увидел сон, в котором к нему явился ангел Джибриль с шёлковым полотном, на котором светилось изображение Аиши. Ангел Джибриль сказал Мухаммеду: «Воистину она твоя супруга в ближайшей жизни и в грядущей жизни». После того как Мухаммед увидел этот сон во второй раз, он понял, что Аиша должна стать его супругой по велению Аллаха.
Мухаммед посватался к Аише через жену своего друга Усмана ибн Мазуна — Хавлу. Но на тот момент Аиша была помолвлена с Джубайром ибн Мутимом, который был из неверующей семьи. Поначалу Абу Бакр был не уверен, в вопросах «правомерности или даже законности женитьбы его дочери на своем брате». Мухаммед в свою очередь ответил ему, что они братья только по вере. Помолвка была расторгнута. В 620 году Абу Бакр выдал свою дочь Аишу за Мухаммеда и в 622 году в восьмилетнем возрасте она перешла в его дом. Этот брак ещё больше скрепил узы дружбы между Мухаммедом и Абу Бакром, который имел почёт и большое влияние среди первых мусульман.

## Возраст на момент вступления в брак
Существуют различные мнения насчёт возраста Аиши в момент вступления в брак. В большинстве мусульманских источников говорится о том, что ей было шесть лет, а на момент фактического начала брачной жизни — девять лет. В других источниках упоминается возраст в десять лет. Некоторые авторы склоняются к тому, что ей было пятнадцать или даже семнадцать лет. Отдельные историки, включая Ибн Хишама, утверждали, что Аиша приняла ислам одной из первых, что позволяет сделать вывод о том, что ей было 15 лет на момент замужества. Некоторые историки и исследователи приводят данные о том, что, когда до Мухаммеда к ней посватался Джубейр ибн Мутим, она была старше 17 лет. Имеются данные о том, что сестра Аиши Асма, которой было 27 лет в момент хиджры, была на 10 лет старше Аиши, из чего следует, что в момент свадьбы Аише было 17 лет.
Учёная Дениз Спеллберг, упоминая девяти-десятилетний возраст Аиши, в котором состоялся её половой акт, утверждала: «эти свидетельства о возрасте невесты усиливают доменархиальный статус Аиши и, соответственно, её девственность».

## Супружеская жизнь
После того как Мухаммед женился на Аише, она поселилась в его доме рядом с мечетью. Аиша и Мухаммед очень любили друг друга. Мухаммед называл её Хумейрой, что в переводе с арабского означает «румяненькая».
Аиша была добродетельной, набожной женщиной, проводила много времени в молитвах и обильно раздавала милостыню. Аиша была мужественной, стойкой и бесстрашной женщиной. Она участвовала во многих сражениях, оказывая помощь раненным мусульманским воинам. Во время битвы при Ухуде, в которой погибло большое число мусульман, Аиша ухаживала за ранеными, а убитых перевозила в Медину. В этой же битве Мухаммед получил ранение лица от камней многобожников. Аиша останавливала ему кровотечение.
Выйдя замуж за Мухаммеда, Аиша научилась читать Коран. Фундамент образования Аиши ещё до замужества заложил Абу Бакр, известный своими познаниями о поэзии и о древних племенах. Аиша унаследовала его знания. Аиша использовала каждую возможность пополнить свои знания и в каждую встречу с Мухаммедом задавала ему интересующие её вопросы по исламу. Немногие из сподвижников Мухаммеда могли сравниться с Аишей в понимании Корана и Сунны.
В доме, в котором жил Мухаммед с Аишей, из предметов мебели были только тюфяк, подушка из волокон финиковой пальмы, циновка, два глиняных кувшина, в которых хранились мука и финики, кружка для воды и миска. Там также была лампа, в которой часто заканчивалось масло и по несколько недель подряд в доме не загорался свет. Несмотря на то, что у Аиши была служанка, она любила сама ухаживать за Мухаммедом: молоть муку, месить тесто, печь хлеб, стелить постель и стирать одежды. Мухаммед говорил про Аишу: «Аиша превосходит всех женщин так же, как сарид превосходит все блюда». Сарид — это излюбленное блюдо арабов (суп с накрошенным хлебом).
Когда Мухаммед умер на руках у Аиши в её доме, ей было 18 или 28—29 лет. Согласно завещанию, его похоронили на месте смерти, то есть могила была вырыта под домом Аиши в Медине.
Учёные Сайед Гани, Мухаммед Саджад и Хафза Нашин утверждают, что если бы браки малолетних были запрещены, то Мухаммед не женился бы на Аише в возрасте шести лет. Также, упоминая отнятие девственности в девятилетнем возрасте, отметили, что это не очень-то считается возрастом полового созревания.

## Взаимоотношения с остальными членами семьи
У Аиши были доброжелательные и уважительные отношения с другими жёнами и детьми Мухаммеда. Так, например, она заступилась за одну из его жён — Зайнаб бинт Джахш — с которой он не разговаривал два месяца за совершённый ею проступок. А с дочерью Мухаммеда Фатимой у Аиши были дружественные отношения, и при подготовке к свадьбе Фатимы Аиша даже побелила стены дома и подготовила для неё приданое. Жениха Фатимы, Али ибн Абу Талиба, Аиша угощала финиками и изюмом. В хадисах от Муслим сказано, что за всю свою жизнь ни к одной женщине Аиша не ревновала Мухаммеда так, как к его умершей жене Хадидже бинт Хувайлид.

## Случай с потерянным украшением
Был случай, когда Аиша сопровождала Мухаммеда в поход в паланкине на верблюде. Во время одной из остановок она потеряла своё украшение (жемчужное ожерелье). Это украшение было подарено Аише её матерью Умм Руман на свадьбу. Пока Аиша искала украшение, караван тронулся в Медину и никто не заметил, что Аиши не было в паланкине. Аиша нашла своё украшение, но караван был уже далеко. Она осталась ждать в надежде, что кто-нибудь вернется за ней. В те времена во время походов за караванами всегда следовал человек, который собирал забытые во время остановок вещи и доставлял их владельцам. В тот день этим человеком был Хазрат Савфан ибн Муаттал, который считался честным и доблестным воином. Он посадил Аишу на верблюда, а сам пошел пешком, и доставил Аишу Мухаммеду. После этого случая недруги Аиши — Абдуллах Ибн Убай и сестра — Хамна стали распространять сплетни о неверности жены Мухаммеда. Сама же Аиша из-за трудностей походной жизни заболела и двадцать дней не могла встать с постели. После того, как слухи дошли до самой Аиши состояние здоровья её ухудшилось. Для прояснения ситуации Мухаммед вызвал к себе Али ибн Абу Талиба и Усаму ибн Зайда, чтобы узнать их мнение о произошедшем. Усама ибн Зайд сказал Мухаммеду, что у него об Аише исключительно положительное мнение. Али ибн Абу Талиб, в свою очередь, предложил узнать об Аише у её служанки Бариры. Барира ответила, что у неё тоже об Аише только положительное мнение и единственный недостаток Аиши заключался в том, что она по своей молодости часто засыпала, когда месила тесто. В тот же день Мухаммед вызвал к себе также свою другую жену Зайнаб бинт Джахш, чтобы узнать и её мнение. Но, и Зайнаб ответила, что ничего, кроме хорошего об Аише сказать не может. Однако, Мухаммед продолжал переживать из-за сложившейся ситуации. Аиша в это время целыми днями плакала и просила Всевышнего дать знамение о её невиновности. Всевышний откликнулся на просьбу Аиши и дал откровение Мухаммеду, которое впоследствии стало 11 — 21 аятами двадцать четвёртой суры Корана Ан-Нур. Этими аятами Корана Всевышний подтвердил невиновность Аиши и дал откровение о суровом наказании клеветников.

Вот сура, которую Мы ниспослали и сделали законом. Мы ниспослали в ней ясные знамения, чтобы вы могли помянуть назидание. ۝ Прелюбодейку и прелюбодея – каждого из них высеките сто раз. Пусть не овладевает вами жалость к ним ради религии Аллаха, если вы веруете в Аллаха и в Последний день. А свидетелями их наказания пусть будет группа верующих. ۝ Прелюбодей женится только на прелюбодейке или многобожнице, а на прелюбодейке женится только прелюбодей или многобожник. Верующим же это запрещено. ۝ Тех, которые обвинят целомудренных женщин и не приведут четырёх свидетелей, высеките восемьдесят раз и никогда не принимайте их свидетельства, ибо они являются нечестивцами, ۝ кроме тех из них, которые после этого раскаялись и стали поступать праведно. Воистину, Аллах – Прощающий, Милосердный.
— Коран 24:1—5 (Кулиев)

## Жизнь Аиши после смерти Мухаммеда
После смерти мужа Аиша некоторое время продолжала спать в своей комнате, там же, где находилась могила, а потом переселилась в другую комнату, увидев во сне Мухаммеда. Наследства вдовам не досталось, так как он жил очень скромно, остальные вдовы вознамерились требовать наследство в виде принадлежавших ему при жизни садов. Но Аиша пристыдила их, сказав, что наследство Мухаммеда должно принадлежать не конкретному человеку, а всем мусульманам. После этого вдовы отказались от своих притязаний.
Несмотря на несогласие Аиши с политикой Усмана, который был назначен халифом после смерти Умара аль-Хаттаба, смерть Усмана в результате убийства сильно потрясла Аишу, она требовала немедленно наказать убийц. Новый халиф Али ибн Абу Талиб ждал удобного случая, чтобы наказать убийц Усмана, присягнувших ему. В результате заговора Аишу впутали в интриги, обманным путём принудили участвовать в походе против Али ибн Абу Талиба, среди сторонников которого скрывались убийцы Усмана. Во главе армии сторонников наказания убийц Усмана встали родственники Аиши — Тальха и аз-Зубайр. Существует заблуждение, будто Аиша и её сторонники отказывались признать Али ибн Абу Талиба халифом. Но истинной их целью являлась месть убийцам Усмана. Из-за неопытности Аиши в управлении войском сторонники Аиши сами начали вершить правосудие, и в Басре были казнены около 600 участников преступления против Усмана. Войско захватило Куфу, а затем двинулось к Басре, где в 656 году состоялась Верблюжья битва, при которой сторонники Аиши потерпели поражение. Сама Аиша была отправлена в Мекку вместе с братом Мухаммадом и сорока почтенными женщинами, переодетыми в мужчин. Все остальные пленные также были отпущены по приказу Али. Несмотря на произошедшее, Али ибн Абу Талиб с большим уважением отнёсся к Аише. Аиша говорила о произошедшем следующее: «Дети мои! Между мной и Али нет вражды. Это была простая семейная ссора! Я почитаю Али за доброго человека». На что Али ибн Абу Талиб добавил: «Мать правоверных права. Она досточтимая жена Мухаммеда, как в этом мире, так и в другом». Шииты из-за этого случая относятся к Аише отрицательно.

## Школа Аиши
Аиша передала со слов Мухаммеда 2210 хадис, в том числе касающихся семейной жизни Мухаммеда и его быта. Таким образом, свои знания Аиша получила от первоисточника — Мухаммеда — и от своего отца, его сподвижника. Аиша была одной из трёх жён Мухаммеда, помнивших наизусть весь Коран (другими были Хафса и Умм Салам). Как и у Хафсы, у Аиши была рукопись Корана. Среди сподвижников Мухаммеда Аиша считается самым выдающимся специалистом в исламском правоведении. Другие выдающиеся сподвижники обращались к ней за помощью по вопросам права в самых сложных и запутанных ситуациях и получали достойные, исчерпывающие ответы. Она была хорошим оратором. После смерти Мухаммеда Аиша занималась наставничеством, обучая людей разного возраста. Ученики Аиши превосходили своих друзей образованием и развитием. Детей-сирот, обучавшихся у неё, она брала на содержание. Многие из её учеников впоследствии стали известными учеными, собирателями хадисов, знатоками Корана. Она достигла высокого мастерства в стихосложении, многие поэты стремились обучиться у неё.

## Смерть
В течение всей своей жизни после смерти Мухаммеда Аиша передавала людям знания и мудрость, полученные от него. Благодаря своей набожности и знаниям она стала любимицей всех мусульман. «Правдивая», как называли Аишу мусульмане, тихо умерла вечером 17-го числа месяца Рамадана в возрасте 66 лет. Согласно её воле, она была похоронена ночью на кладбище Джаннат аль-Баки в Медине. В могилу её опускали племянники. На похоронах присутствовало большое количество людей.

## Образ Аиши в шиизме
Для шиитов характерны иные, зачастую более критичные, оценки образа Аиши и её роли в ранней истории ислама.